# Diaspis echinocacti
Diaspis echinocacti är en insektsart som först beskrevs av Bouché 1833.  Diaspis echinocacti ingår i släktet Diaspis och familjen pansarsköldlöss. Inga underarter finns listade i Catalogue of Life.